# 1724
1724 (MDCCXXIV) a fost un an bisect al calendarului gregorian, care a început într-o zi de vineri.

## Nașteri
- 8 martie: Ernst Frederick, Duce de Saxa-Coburg-Saalfeld (d. 1800)
- 22 aprilie: Immanuel Kant, filosof german (d. 1804)
- 24 noiembrie: Maria Amalia de Saxonia, soția regelui Carol al III-lea al Spaniei (d. 1760)
- 7 decembrie: Louise, regină a Danemarcei și Norvegiei, soția regelui Frederic al V-lea al Danemarcei (d. 1751)

### Nedatate
- Grigore al III-lea Ghica, domn al Moldovei (1764-1767 și 1774-1777) și al Țării Românești (1768-1769), (d. 1777)

## Decese
- 7 martie: Inocențiu al XIII-lea (n. Michelangelo dei Conti), 68 ani, papă al Romei (n. 1655)
- 9 martie: Ernest Frederick I, Duce de Saxa-Hildburghausen, 42 ani (n. 1681)
- 15 martie: Marie Jeanne de Savoia, 79 ani, Ducesă de Savoia (n. 1644)
- 31 august: Ludovic I al Spaniei (n. Luis Felipe), 17 ani (n. 1707)
- 24 noiembrie: Ernst Ludwig I, Duce de Saxa-Meiningen, 52 ani (n. 1672)